# Espagnoleta
Espagnoleta is een geslacht van rechtvleugeligen uit de familie Episactidae. De wetenschappelijke naam van dit geslacht is voor het eerst geldig gepubliceerd in 2000 door Perez-Gelabert.

## Soorten
Het geslacht Espagnoleta  is monotypisch en omvat slechts de volgende soort:
- Espagnoleta microptera (Perez-Gelabert, Hierro & Otte, 1997)